# Nathalie Normandeau
Pour les articles homonymes, voir Normandeau.
Nathalie Normandeau, née le 8 mai 1968 à Maria, est une animatrice de radio et femme politique québécoise. Ministre sous le gouvernement Jean Charest, elle occupe le poste de vice-première ministre du Québec de 2007 à 2011. Depuis 2015, elle est animatrice de radio.

## Biographie

### Les débuts de son implication
Nathalie Normandeau est titulaire d'un baccalauréat en sciences politiques et d'un certificat en études africaines de l'Université Laval de Québec. Toujours engagée dans son milieu, elle a été membre du conseil d'administration de plusieurs organismes : la Fondation Gérard-D.-Lévesque, la Société d'aide au développement des collectivités (SADC) et la Corporation de développement économique de Carleton-Maria. Normandeau a aussi travaillé au cabinet du premier ministre Bourassa, de 1988 à 1992, comme responsable de l'agenda du chef de cabinet, puis comme relationniste du service de presse. Elle a également été directrice de La Source alimentaire Bonavignon à Maria, en 1995.
En 1995, elle devient mairesse de la municipalité de Maria, en Gaspésie, poste qu'elle occupera jusqu'en 1998.

### Vie politique

#### Dans l'opposition
Normandeau se présente pour le Parti libéral du Québec dans la circonscription de Bonaventure pour la première fois à l'élection de novembre 1998. Elle réussit à battre de justesse le député péquiste sortant Marcel Landry. Son parti étant dans l'opposition, elle devient porte-parole de l'opposition officielle en matière de ressources naturelles et de pêcheries ainsi que dans le dossier des régions. Elle est membre de la Délégation de l'Assemblée nationale pour la coopération interparlementaire (DANCI) et membre de la Délégation de l'Assemblée nationale pour les relations avec les institutions européennes (DANRIE).

#### Ministre
Normandeau est réélue lors de l'élection générale de 2003, alors que le Parti libéral du Québec prend le pouvoir. Le 29 avril 2003, elle fait son entrée dans le nouveau gouvernement Charest, comme ministre déléguée au Développement régional et au Tourisme et ministre responsable de la région de la Gaspésie–Îles-de-la-Madeleine. Puis, lors du remaniement ministériel de février 2005, elle devient plutôt ministre des Affaires municipales et des Régions et présidente du Comité ministériel à la décentralisation et aux régions. À titre de ministre des Affaires municipales, Normandeau est souvent appelée à intervenir dans les conflits opposant les municipalités et les conseils d'agglomération créés dans le cadre des réorganisations municipales québécoises de 2002-2006,,.
Après sa réélection en 2007, elle est reconduite dans ses fonctions aux affaires municipales, mais aussi promue vice-première ministre du Québec. Après l'élection générale de 2008, elle conserve les mêmes fonctions et son titre de ministre devient maintenant ministre des Affaires municipales, des Régions et de l'Occupation du territoire ». Le 23 juin 2009, elle devient ministre des Ressources naturelles et de la Faune.
Le 6 septembre 2011, Nathalie Normandeau annonce son départ de la vie politique, à la fois à titre de député et de ministre, citant des raisons personnelles et le désir de relever de nouveaux défis.

### Vie après la politique

#### Conseillère stratégique
Le 12 janvier 2012, TVA Nouvelles annonce que Nathalie Normandeau deviendra vice-présidente du développement stratégique pour la firme d'experts-comptables de Montréal, Raymond Chabot Grant Thornton. Elle quitte ses fonctions d'un commun accord le 15 novembre 2013.

#### Arrestation et procès avorté pour corruption
Le 8 octobre 2013, Normandeau est visée par le Directeur général des élections du Québec pour « financement illégal dans une activité de financement, en octobre 2008, au bénéfice du Parti libéral du Québec (PLQ) et plus spécifiquement de l'ex-vice première ministre Nathalie Normandeau. »[source détournée]
Le 17 mars 2016 à 6 h 10, deux policiers de l'Unité permanente anticorruption (UPAC) procèdent à son arrestation à son domicile de Québec. Conduite au quartier général de la Sûreté du Québec, elle fait face à sept chefs d'accusation qui pourraient lui valoir jusqu'à 20 ans d'emprisonnement. Elle est accusée de complot, fraude, abus de confiance, corruption de fonctionnaires et utilisation de la charge publique pour obtenir des faveurs. D'autres personnalités politiques ont également été arrêtées au même moment: Marc-Yvan Côté, Bruno Lortie, France Michaud ainsi que l'ex-attaché politique de Pauline Marois, Ernest Murray. Au moment des arrestations, le chef de l'UPAC, Robert Lafrenière, déclare que les prévenus sont soupçonnés d'avoir participé à « des stratagèmes criminels reliant à la fois des activités frauduleuses de financement politique et l'obtention indue de subventions gouvernementales ou de contrats publics ». Le FM93 n'a pas tardé à réagir à l'arrestation de son animatrice Nathalie Normandeau en enlevant son visage et son nom de la page d'accueil de la station. Moins de deux heures après son arrestation, l'ex-politicienne était écartée: l'émission Normandeau-Duhaime devenait Duhaime le midi[réf. nécessaire].
Le 9 mai 2018, La Presse révélait que le juge Jean-François Émond avait refusé sa demande en continuation de procès, affirmant craindre des jugements contradictoires dans cette affaire criminelle à accusés multiples, si leurs procès devaient aller de l'avant séparément, a indiqué en entrevue téléphonique Me Maxime Roy, l'avocat de Mme Normandeau[à recycler].
Le 30 août 2019, cinq des huit chefs d’accusation (fraude, complot et corruption) sont retirés par le Directeur des poursuites criminelles et pénales du Québec. La poursuite évoque les délais judiciaires pour justifier leur décision, faisant allusion à l'arrêt Jordan. Le juge André Perreault se range derrière cet argument, et les procédures judiciaires sont arrêtées en septembre. Cela n'empêche rien au fait qu'elle soit possiblement coupable, mais implique simplement que la justice refuse de poursuivre le dossier.

#### Animatrice de radio
À partir de janvier 2015, elle est co-animatrice avec Éric Duhaime dans l'émission de radio du midi Normandeau-Duhaime diffusée au FM93 à Québec. Cette émission de radio est devenue la plus écoutée à Québec en chiffres absolus à l'automne 2015. Elle est suspendue sans solde par la direction du FM93 en mars 2016 à la suite de son arrestation et le titre de l'émission quelle co-animait devient Duhaime le midi . Le 9 mai 2016, Nathalie Normandeau, par l'entremise de son avocat, dépose en Cour supérieure du Québec une requête en dommages moraux et punitif contre son ancien employeur, Cogeco, puisqu'elle considère que son congédiement était illégal.
Le 4 août 2016, la station radio de Québec BLVD 102,1 (CFEL-FM), propriété de Leclerc Communication, annonce l'arrivée de Nathalie Normandeau dans sa programmation à partir du 6 septembre 2016. Lors de sa première émission, elle déchire sa carte de membre du Parti libéral du Québec en direct. Son émission n'est pas reconduite à l'automne 2019. Elle affirme alors vouloir « concentrer ses énergies à sa défense devant la cour et à la rédaction d’un livre sur son histoire ».
En décembre 2020, elle rejoint l'équipe du 98,5 FM à Montréal.

### Vie privée
Dans son édition du 23 avril 2009, le quotidien Le Soleil a révélé que Normandeau a une liaison amoureuse avec le député François Bonnardel de l'Action démocratique du Québec. L'information, confirmée au journal par Normandeau, pose des questions sur le traitement qui serait accordé par le ministère des Affaires municipales aux dossiers touchant la circonscription du député de l'opposition ainsi que sur le secret des délibérations et des documents du Conseil des ministres.
Par la suite, elle a été liée avec l'ancien directeur du Service de police de la ville de Montréal, Yvan Delorme.

## Honneurs
- 2005 : Médaille de l'Assemblée nationale[26]